# Il grande scoperto
Il grande scoperto: la folle scommessa che ha sbancato Wall Street, pubblicato in seguito anche con il titolo La grande scommessa (The Big Short: Inside the Doomsday Machine) è un saggio di economia scritto da Michael Lewis e pubblicato nel 2010. 
Il libro narra di quattro storie vere di persone (o gruppi di esse) che avevano capito come il sistema economico americano e non solo, sarebbe andato in crisi. Dal libro trae ispirazione il film La grande scommessa del 2015 diretto dal regista Adam McKay.